# Henning Olsen
Henning August Olsen (ur. 3 października 1890 – zm. 26 stycznia 1975) – norweski łyżwiarz szybki, brązowy medalista mistrzostw świata.

## Kariera
Reprezentował barwy klubu Kristiania Skøiteklub. Największy sukces w karierze Henning Olsen osiągnął w 1911 roku, kiedy zdobył brązowy medal podczas wielobojowych mistrzostw świata w Trondheim. W zawodach tych wyprzedzili go jedynie Rosjanin Nikołaj Strunnikow oraz kolejny reprezentant Norwegii, Martin Sæterhaug. W poszczególnych biegach Olsen był trzeci na dystansach 1500 m, 5000 i 10 000 m, a rywalizację na 500 m zakończył na piątej pozycji. Wszystkie biegi wygrał Strunnikow. Był to jedyny medal wywalczony przez Olsena na międzynarodowej imprezie tej rangi. Był też między innymi piąty na rozgrywanych dwa lata później mistrzostwach świata w Helsinkach. Najlepszy wynik osiągnął tam w biegu na 500 m, który ukończył na drugim miejscu za swym rodakiem, Oscarem Mathisenem.
W 1911 roku zdobył również tytuł mistrza Norwegii w wieloboju.
W latach 1938–1940 był prezydentem Norweskiego Związku Łyżwiarskiego.